# Horten Ho 229
Horten Ho 229 (znany także pod oznaczeniem Horten Ho IX i Gotha Go 229) – stalowo-drewniany szturmowy/bombowy samolot niemiecki typu latające skrzydło wyprodukowany w styczniu 1945 przez Gothaer Waggonfabrik AG, zaprojektowany przez braci Horten na podstawie ich wcześniejszego prototypu z późnych lat 30. XX wieku.

## Historia
Samolot ten stworzono dla Luftwaffe w końcowym okresie II wojny światowej. Wyposażony był w dwa silniki odrzutowe. Samolot zdołano wyprodukować i oblatać wstępnie dopiero w styczniu 1945. Wyposażony w dwa działka 30 mm, mógł być używany jako samolot myśliwski, ponieważ jego osiągi teoretycznie przewyższały wszystkie samoloty alianckie. Jednak był to raczej pierwszy projekt Göringa z cyklu tzw. 3x1000: samolot szturmowy, bombowy o zasięgu ponad 1000 km, prędkości do 1000 km/h i nośności do 1000 kg uzbrojenia w postaci bomb lub rakiet.
Był pierwszym na świecie odrzutowym samolotem o konstrukcji latającego skrzydła. Wykonana w firmie Northrop Grumman w latach 2008–2009 pełnowymiarowa, nielatająca rekonstrukcja oraz testy elektromagnetyczne na tajnym poligonie fabrycznym Northrop wykazały, że samolot Ho 229 w 1945 byłby wykrywalny przez angielską stację radarową wczesnego wykrywania Chain Home, w odległości równej 80% odległości wykrywania myśliwca Bf-110, czyli w odległości 130 km, zamiast 160 km. Z uwagi na różnice w rozpiętości obu dolnopłatów, Ho 229 wykazał się 40-procentową powierzchnią skutecznego odbicia w porównaniu z typowym myśliwcem II wojny światowej, stanowiąc pierwszy statek powietrzny wykonany w technologii stealth. Rekonstrukcję i jej osiągi przedstawiono latem 2009 r. w filmie dokumentalnym produkcji National Geographic. W rzeczywistości w zajętej przez Amerykanów dokumentacji braci Horten, nie znajduje się jakakolwiek wzmianka o właściwościach stealth tej konstrukcji, ani że uzyskanie charakterystyk stealth było celem ich prac. Pierwsze zaś nawiązanie przez Hortena do stealth miało miejsce dopiero wiele lat po wojnie, gdy przebywał już w Argentynie. Stwierdził wówczas, że bez informowania o tym swoich przełożonych, zamierzał uczynić Ho 229 niewykrywalnym dla brytyjskich radarów, przez pokrycie go powłoką stanowiącą mieszaninę węgla, trocin i kleju do drewna. Po badaniach przeprowadzonych na zachowanych fragmentach konstrukcji, Northrop Grumman stwierdził że stealth krawędzi natarcia Ho 229 odpowiada „stealth płyty ze sklejki”.
Podczas końcowych walk w Niemczech w 1945 r. wywiad amerykański przechwycił dwa pokrewne egzemplarze (Ho 229 V3 w trakcie montowania oraz starszy model – bezsilnikowy szybowiec Horten Ho IX V1).
Ocalałe statki powietrzne przewieziono do USA, gdzie wraz z rekonstrukcją z 2008 znajdują się w muzeum lotnictwa Planes of Fame w Chino w Kalifornii (szybowiec) oraz w składnicy rekonstrukcyjnej National Air and Space Museum, części Smithsonian Institution (Paul E. Garber Restoration Facility mieszczące się w Suitland w stanie Maryland).

## Galeria

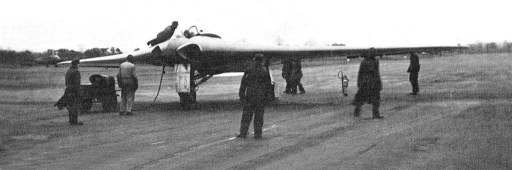
Horten H.IX V1 przed lotem, 2 lutego 1945 r.
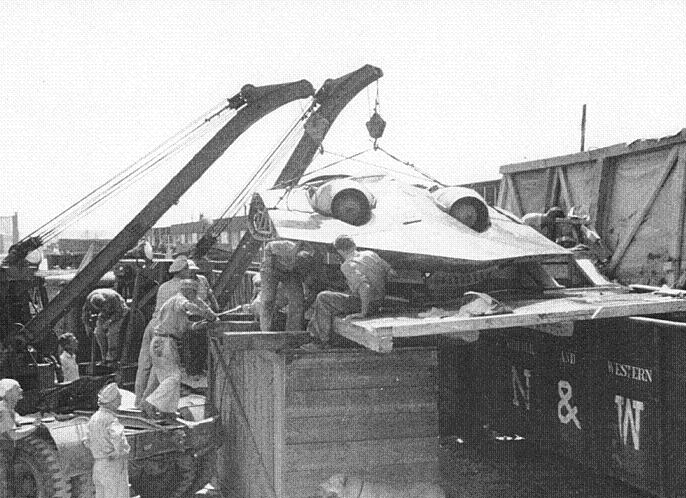
Załadunek zdobytego Ho 229, sierpień 1945 r.
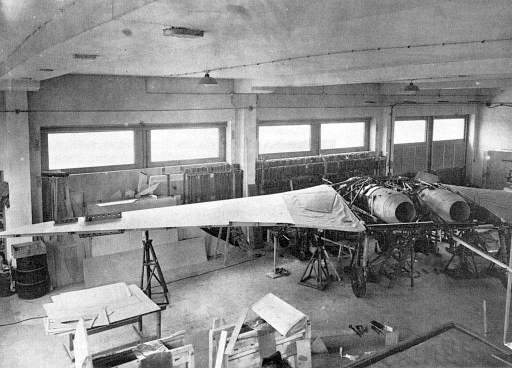
Horten Ho 229 w hangarze
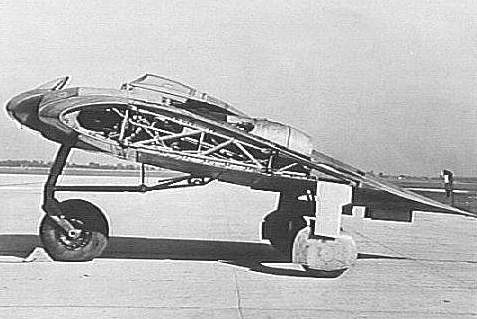
Horten Ho 229 na lotnisku
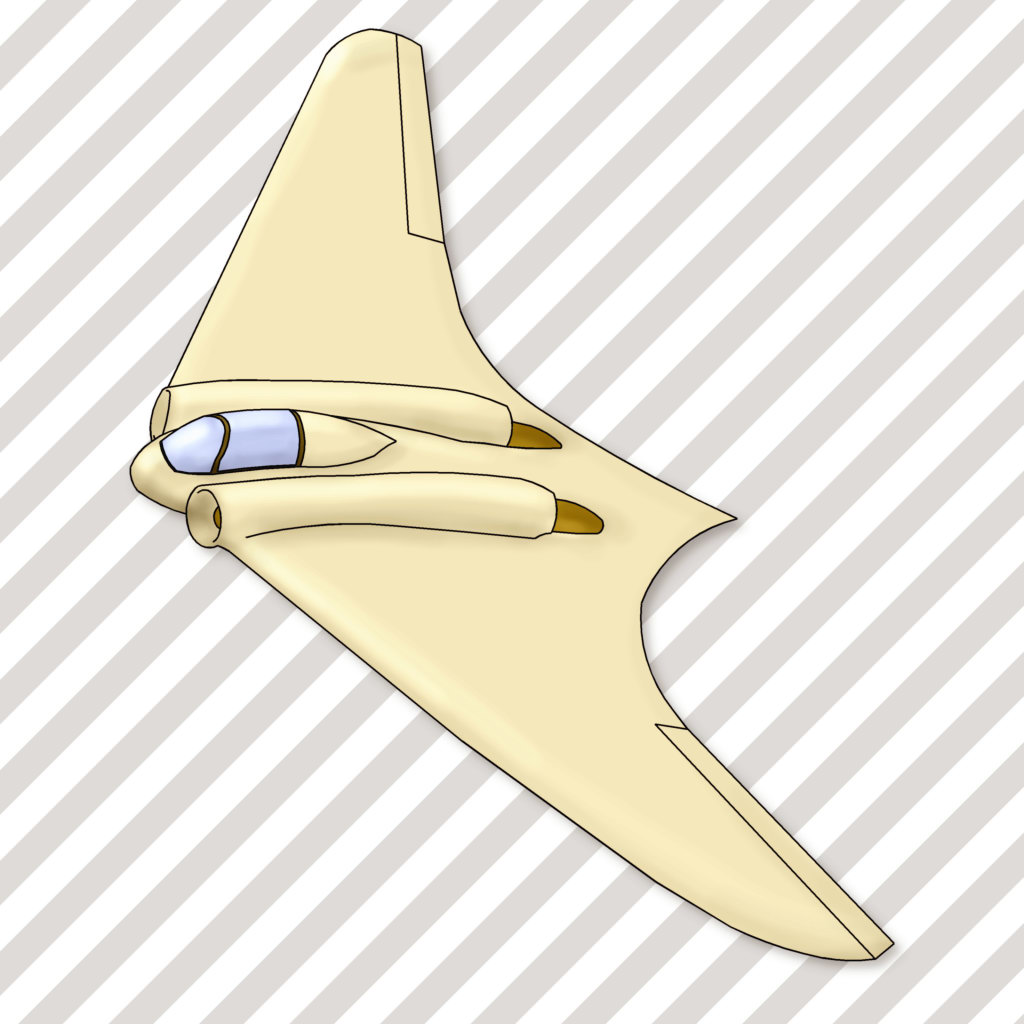
Wizualizacja Horten Ho 229 w locie
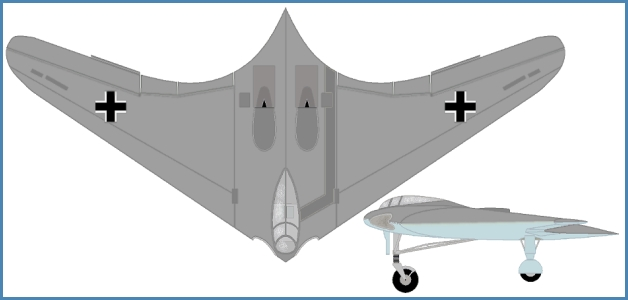
Horten IX V2 1944
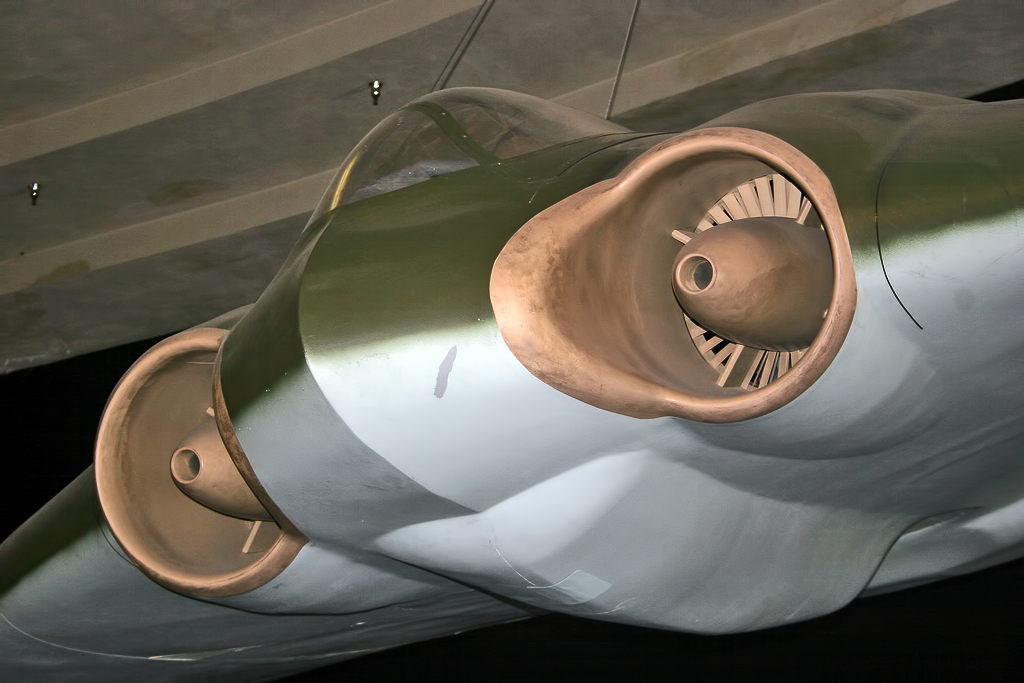
Makieta Ho 229 z San Diego Air & Space Museum